# Cherbourg (Québec)
Pour les articles homonymes, voir Cherbourg (homonymie).
Cherbourg est un hameau de l'Est du Québec situé sur la péninsule gaspésienne dans la région du Bas-Saint-Laurent faisant partie de la municipalité des Méchins dans la municipalité régionale de comté de Matane au Canada.

### Source en ligne
- Banque de noms de lieux du Québec
- Base de données toponymiques du Canada